# Aloe volkensii
Aloe volkensii é uma espécie de liliopsida do gênero Aloe, pertencente à família Asphodelaceae.